# Gardar Svavarsson
Gardar Svavarsson fou un viking, originari de Suècia, el primer escandinau a viure a Islàndia unes quantes dècades després que fos descoberta pel viking Naddoddr.
Segons l'edició de Haukr Erlendsson del Landnámabók, Gardar posseïa terres a Sjælland i estava casat amb una dona de les illes Hèbrides. Durant un viatge a aquelles illes, cap al 860, amb l'objectiu de reclamar l'herència del seu sogre, es veié immers en una tempesta que el conduí fins al nord d'Islàndia, a la badia de Skjálfandi. Allà hi construí una casa en la que hi passà l'hivern. Des de llavors la població més important de la zona s'anomena Húsavík, que vol dir la badia de la casa.
Després d'abandonar Islàndia i tornar a casa seva batejà la terra en la qual havia viscut Garðarshólmi. Poca cosa més se sap sobre la seva vida, tot i que sí que el seu fill Uni hi emigrà.